# フェルディナント・フォン・ミュラー

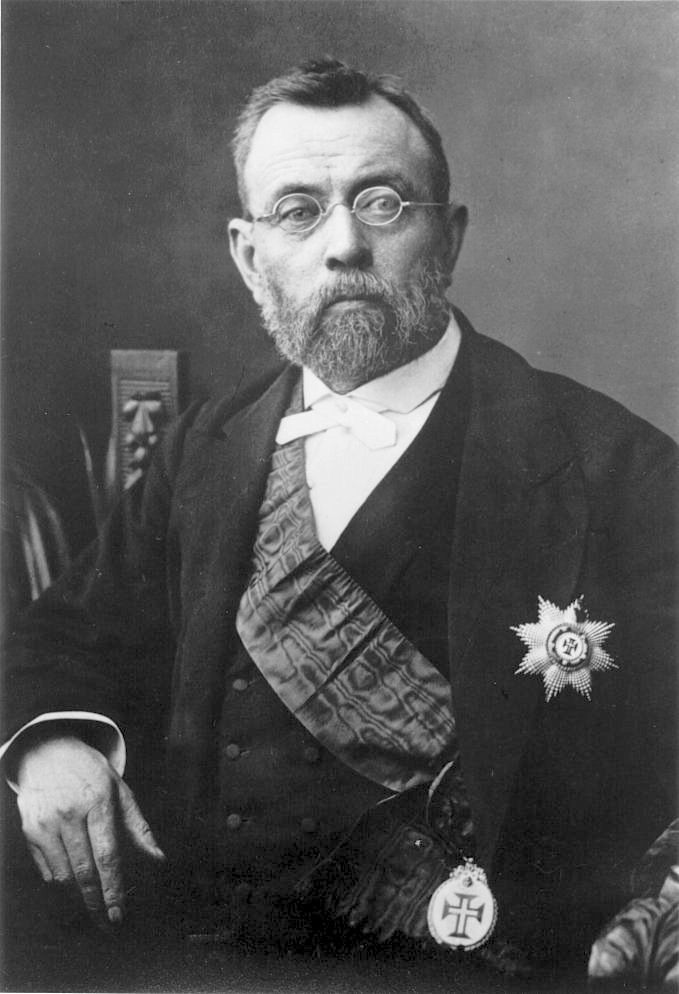
1860年（-歳時）撮影

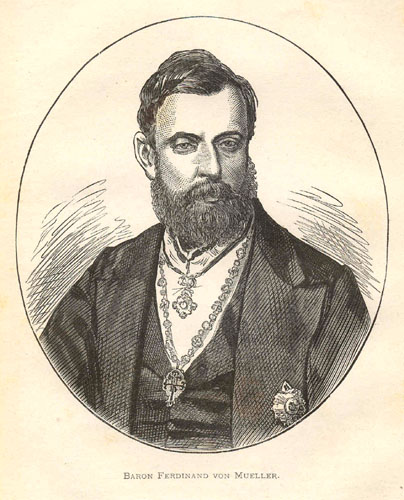
1896年（歳時）より前に描かれた肖像画

フェルディナント・ヤーコプ・ハインリッヒ・フォン・ミュラー（Ferdinand Jacob Heinrich von Mueller〈ドイツ語綴り、トランスリンガル別表記: Müller〉、1825年6月30日 - 1896年10月10日）は、ドイツ生まれの生物学者（分類学者、植物学者〈藻類学者〉、真菌学者）で古生物学者（古植物学者）、化学者で医師、薬剤師、探検家である。ドイツで学び、主にオーストラリアで活動した。

## 生涯
ドイツのロストックで生まれた。両親を早く失うが、祖父母のもとで良い教育を受けた。15歳から化学を学び、薬剤師の試験に合格し、キール大学で植物学者エルンスト・フェルディナント・ノルテ（Ernst Ferdinand Nolte、1791–1875年）の下で植物学を学び、シュレースヴィヒ地方南部の植物についての研究で学位を得た。
妹が健康のために温暖な地に住むよう医師から勧められたミュラーは、オーストラリアのパースから戻ったドイツ生まれのイギリスの植物学者ルートヴィヒ・プレイスからオーストラリアでの暮らしを紹介され、2人の妹ともども1847年に移住した。アデレードで化学者として働きながら、最初の年からアーデン山 (cf.) やブラウン山で植物採集を行った。アデレードから遠くない町ブグル・レンジズに20エーカーの土地を買ってコテージを建て、農業で暮らしを立てようとしたが、数か月で頓挫して元の仕事に戻った。
金の採掘場で化学者の店を営むことを考えたミュラーは、1851年、当時ビクトリア植民地の首都であったメルボルンへ移った。この頃、ドイツの定期刊行物に植物に関する記事を掲載し、1852年には南オーストラリアの植物相に関する論文『南オーストラリアの植物（原題：The Flora of South Australia）』をロンドン・リンネ協会に送り、植物学者の間で知られるようになっていた。1853年にビクトリア政府の知事、チャールズ・ラ・トローブはミュラーのために政府植物学者のポストを作って任命した。ミュラーはそれまで知られていなかったオーストラリア高地の植生の調査を託された。バッファロー地域（現在のマウント・バッファロー国立公園相当地域）を調査したミュラーは、ゴールバーン川の上流まで到達し、ギプスランドを横断して海岸に達した。ポート・アルバートの町周辺とウィルソンズ岬付近を調査し、メルボルンまでのおよそ1,500マイル（約2400キロメートル）を海岸に沿って旅した。同じ年、ビクトリア国立栽培園を設立すると、ミュラーは自らが採集したオーストラリアの植物や外国の植物を栽培した。オーガスタス・チャールズ・グレゴリーの率いる探検隊にも参加し、ノーザンテリトリーのビクトリア川、北オーストラリアを探検し、 1856年にターミネーション湖 (Termination Lake) に到達した4名のうちの一人になった。モートン湾への探検にも参加し、マカダミア・テルフォリア（学名：Macadamia ternifolia）など、オーストラリアにおける約800の新種を発見した。同1956年には『希少、またはこれまで記述されていなかったオーストラリアの植物（原題：Definitions of Rare or Hitherto Undescribed Australian Plants）』を出版している。
1854年から1872年までビクトリア科学振興協会 (Victorian Institute for the Advancement of Science) のメンバーを務めた。1854年に設立されたこの協会は、同じ年に設立されたビクトリア哲学協会 (Philosophical Institute of Victoria) と明くる1855年に合併しているが、1859年に勅許を得てビクトリア王立協会 (RSV) となり、ミュラーはビクトリア州政府の植物学者の肩書をもって初代会長に就任した。
1857年から1873年の間、メルボルン王立植物園の園長を務め、多くの植物を栽培するが、ユーカリの優れた特性を世界に広め、ヨーロッパ、南北アメリカに導入させた。多くの外国から栄誉を受け、1861年にイギリスの王立協会のフェローに選ばれ、1879年に KCMG（騎士司令官）に叙爵された。オーストラリアの自然科学の発展に貢献した人物に送られるクラーク・メダルを1883年に受賞した。
ミュラーは探検家アーネスト・ジャイルズを後援してもいる。1872年にノーザンテリトリーで巨大な塩湖（現地ピチャンチャチャラ語名：パントゥ；Pantu）を発見したジャイルズは、後援者ミュラーにちなんでこの湖を「フェルディナント湖」と命名するつもりでいたが、ミュラーは固辞し、この栄誉を時のスペイン王（サボヤ朝スペイン国王）アマデオ1世に捧げるようジャイルズを説得し、かくして係る湖は「アマディアス湖」と呼ばれることになった。
1873年、メルボルンの有力者から植物園の運営が学術的すぎると非難され、植物園長を解雇された。後任の園長にはウィリアム・ギルフォイルが指名された。ミュラーは、ギルフォイルの名をつけた植物（マメ目スリアナ科の1属）の属名 "Guilfoylia" を無効名にした（もっとも、のちのち有効名に戻されてはいる）。なお、ギルフォイルは植物園をメルボルン市民の好む、景色の良い公園に変えた。

## 著作
- Definitions of Rare or Hitherto Undescribed Australian Plants, (1856)
- Fragmenta phytographiæ Australiæ(once volúmenes, (1858 a 1881)
- Select Extra-Tropical Plants readily eligible for Industrial Culture or Naturalisation (1876)
- Plants Indigenous to the Colony of Victoria (dos volúmenes, 1860-1865)
- Systematic Census of Australian Plants (1882)
- Iconography of Australian Species of Acacia and Cognate Genera (1887-1888).